# Mind Bokeh
Mind Bokeh è un album in studio dell'autore britannico di musica elettronica Bibio, pubblicato su Warp. È stato pubblicato il 29 marzo 2011 negli Stati Uniti e il 4 aprile 2011 nel resto del mondo. Bibio ha descritto l'album come un "equilibrio tra il familiare e il non familiare". Il titolo deriva da una parola giapponese "Bokeh", che significa la parte sfocata e fuori fuoco di una fotografia.
In Metacritic, che assegna un punteggio medio ponderato su 100 alle recensioni dei critici tradizionali, l'album ha ricevuto un punteggio medio del 75% basato su 21 recensioni, indicando "recensioni generalmente favorevoli".
Clash l'ha battezzato il 24 ° miglior album del 2011.

## Tracce
1. Excuses – 5:58
2. Pretentious – 6:02
3. Anything New – 4:07
4. Wake Up! – 3:25
5. Light Seep – 3:53
6. Take Off Your Shirt – 4:04
7. Artists' Valley – 6:00
8. K Is for Kelson – 3:28
9. Mind Bokeh – 2:33
10. More Excuses – 4:27
11. Feminine Eye – 1:50
12. Saint Christopher – 6:34